# Daydreaming (låt av Radiohead)
"Daydreaming" är en låt av det brittiska alternativa rockbandet Radiohead, utgiven 2016 på albumet A Moon Shaped Pool. Låten släpptes som singel den 6 maj 2016, tillsammans med en musikvideo regisserad av Paul Thomas Anderson.

## Låtlista
| 1. | Daydreaming | 6:24 |